# DIN 1451
DIN 1451 は、公共交通の案内サインやソフトウェアに広く使用されているサンセリフ書体。
これはドイツの標準化団体DIN（ドイツ規格協会）が1931年にDIN 1451-Schriften（書体）という標準書で定義した。同様の規格はステンシル文字にも存在した。
もともとは工業用としてデザインされたため、初期のDINフォントは、技術的な制約がある状況でも使用できるよう簡素化されたデザインだった。このデザインの読みやすさと、飾り気のないシンプルなデザインにより、屋外看板やディスプレイなどで一般的な用途に広く使われるようになった。オリジナルデザインに対する多くの翻案や拡張がデジタルでリリースされている。

## 概要

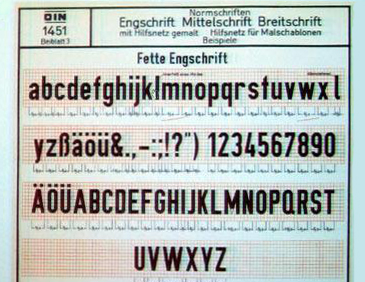
初期のDIN-Fette Engschriftの見本。Fette EngschriftはDIN 1451書体のシングルウェイト。

DIN1451書体ファミリーには中字版（Mittelschrift）と縮約版（Engschrift）の両方がある。旧来の拡張版（Breitschrift）は1980年代初頭以降使われていないが、ドイツの古い道路標識ではまだ見かけることがある。DIN1451はドイツをはじめ多くの国の道路標識に使われている書体である。DIN1451は1956年から1995年1月までドイツの自動車ナンバープレートにも使用されていたが、改ざんを防ぎ、ナンバープレートの自動認識のための光学式文字認識を助ける書体であるFE-Schriftに置き換えられた。
DIN1451は1990年にPostScriptフォントとしてリリースされ、広く知られるようになった。その後いくつかのフォントベンダーがこの書体の改変版と拡張版を提供しており、今日では様々な非政府組織や企業でも使われている。日本においてもユニクロの企業ロゴ(英字版)や東京オリンピックのロゴに当書体由来のものが使用されていたり、公共交通案内サインなどに使用されていたりと幅広く活用が行われている。

## 歴史
1931年に、ドイツ規格協会はDIN 1451を発表。これには、機械彫刻文字や手書き文字、レタリングステンシル、印刷用の標準書体などが含まれている。これらは、看板や交通標識、案内標識、技術図面の文字、技術文書の分野で使用されることが想定されていた。
DIN 1451 Engschrift（'condensed face'）の手書き文字の起源は1905年に遡る。当時のプロイセン邦有鉄道では、すべての車両に使用する標準化された文字スタイル「Musterzeichnung(標準図面の意)IV 44」を定めた。10年後、同社はプロイセン・ヘッセン鉄道と改名されたが、駅プラットフォームや駅施設の看板文字も1905年の標準図面に従って描画することを求めた。1920年にすべてのドイツの鉄道会社がドイツ国営鉄道に統合され、その副産物としてプロイセン鉄道の書体は数年後にDIN 1451の作業に着手する前にありながらも事実上の国家標準となっていた。DIN書体委員会は、シーメンスのエンジニアであるルートヴィヒ・ゲーラー（1884–1964）が率いており、1920年から1945年の間、ベルリンのシーメンス・ウント・ハルスケの中央標準化事務所も兼任していた。
この書体デザインには、DIN Engschriftだけでなく、DIN Mittelschrift（「中央（幅）フェース」、あまり有名でない）も含まれていました。DIN Breitschrift（拡張フェース）のデザインも含まれてたが、広く使用されることはなかった。

素早く簡単に複製できるようにするために、すべてのグリフは粗いグリッドベースとなっており、コンパスと定規を使って描画することができた。1931年にNormblatt（規格書の意）DIN 1451、Schriften（書体）が暫定的に発表され、1936年に若干の変更が加えられた後、公式規格として発表された。1938年、臨時命令第20号により、ドイツの新しいアウトバーン(高速道路)でDIN 1451を使用することが義務づけられた。これと同様の規制により、DIN 1451は今日でもドイツの公共文字を支配している。
公共分野や技術分野でDIN 1451書体が採用されると、当書体は急速に広まった。これらの書体は、セルロイド製のレタリング用ステンシルとして小規模な用途に、大型の金属製ステンシルとして機械や車両、航空機に、鋳造金属製のレタリングとして道路や建物の標識にはリリースされた。一方でDIN 1451に準拠した印刷用活字が生産されたことは一度もなかった。第二次世界大戦中、DIN 1451はベーメン・メーレン保護領でも採用された。1943年版のDIN 1451にはキリル文字が追加されたが、そのデザインはDIN Mittelschriftの太さや比率とは一致しなかった。

## 使用例
ロゴにDIN 1451由来が使われているもの
- ユニクロ
- 2020年東京オリンピック・パラリンピック大会ロゴ
- 東京地下鉄

案内サインにDIN 1451由来のものが使われているところ
- 京成電鉄
- 新京成電鉄
- 相模鉄道